# 1-Nonacosanol
1-Nonacosanol ist eine chemische Verbindung aus der Gruppe der Wachsalkohole.

## Vorkommen

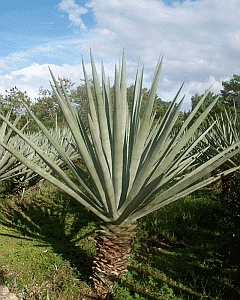
Sisal-Agave

1-Nonacosanol kommt in verschiedenen Pflanzen wie zum Beispiel der Sisal-Agave vor.

## Eigenschaften
1-Nonacosanol ist ein cremefarbener Feststoff.